# The Legal Wife
The Legal Wife ist eine philippinische Drama-Fernsehserie, die vom 27. Januar bis zum 13. Juni 2014 auf ABS-CBN ausgestrahlt wurde.

## Besetzung
| Schauspieler        | Rolle                           |
| ------------------- | ------------------------------- |
| Angel Locsin        | Monica "Ikay" Santiago-de Villa |
| Jericho Rosales     | Adrian de Villa                 |
| Maja Salvador       | Nicole Esquivel                 |
| JC de Vera          | Max Gonzales                    |
| Christopher de Leon | Javier Santiago, Sr.            |
| Rio Locsin          | Eloisa Santiago                 |
| Mark Gil            | Dante Ramos                     |
| Joem Bascon         | Javier "Javi" Santiago. Jr.     |
| Maria Isabel Lopez  | Sandra de Villa                 |
| Ahron Villena       | Jasper Santiago                 |
| Janus del Prado     | Bradley                         |
| Matet de Leon       | Rowena                          |
| Frenchie Dy         | Kelly                           |
| Sonjia Calit        | Gwen Santiago                   |